# Буддизм в США
Буддизм в США представляет собой значимую религиозную и культурологическую концепцию, занимая, по некоторым данным, четвёртое место по распространённости после христианства, иудаизма и атеизма. Буддисты в Соединённых Штатах представлены как обширными азиатскими диаспорами, так и новообращёнными последователями.

## Проникновение и развитие буддизма
Первый буддийский храм в Америке был основан в 1853 году в Сан-Франциско братской общиной китайских поселенцев. Следующий храм был построен через год, а к 1875 году их число выросло до восьми. К началу XX века на западном побережье США насчитывалось около 400 китайских святилищ, большинство из которых относились к буддийской культуре. Первый японский буддистский храм был построен также в Сан-Франциско в 1899 году.
Первый из известных американских деятелей, кто публично обратился в буддизм, стал Генри Стил Олкотт, бывший полковник Армии США в годы Гражданской войны. В 1875 году он вместе с Еленой Блаватской основывает Теософское общество, которое занимается изучением оккультных систем Востока. В 1879—1880 годах они отправляются в Индию, а затем в Шри-Ланку, где их посвящают в буддизм в присутствии местных жителей. Впоследствии Олкотт дважды возвращается в Шри-Ланку для углубления в религиозном образовании.
В 1879 году английский аристократ Эдвин Арнольд публикует свою поэму о буддизме The Light of Asia («Свет Азии»). В США эта книга приобретает большую популярность и выдерживает 80 изданий с тиражом более полумиллиона экземпляров. В 1894 году американский философ Пол Карус публикует Библию Будды, который представил собой сборник буддистских текстов.
В 1934 году Дуайт Годдард одним из первых американцев пытается создать собственную школу буддизма — «Американское братство последователей Будды». Несмотря на неудачу, усилия Годдарда в качестве автора и издателя (журнал Zen) принесли определённые плоды. В 1932 году он сотрудничал с Дайсэцу Судзуки, который оказал сильное влияние на развитие дзэн-буддизма в США.
В 2003 году в штате Вашингтон было основано Аббатство Шравасти — первый тибетский буддийский монастырь для западных монахов и монахинь в США.

## Современное состояние
В настоящее время буддизм представлен в США широким спектром различных школ и этнических деноминаций. Источники разнятся в указании количественного состава буддистов среди американских граждан. Некоторые из них называют цифру в пять-шесть миллионов человек. В любом случае более трёх четвертей этого числа составляют люди азиатского происхождения.